# オップ・ゾップ・トゥー・ワー
『オップ・ゾップ・トゥー・ワー』（Op Zop Too Wah）は、アメリカ合衆国のミュージシャン、エイドリアン・ブリューが1992年に発表した、ソロ名義では10作目のスタジオ・アルバム。

## 解説
レコーディングはブリューの自宅で行われ、作詞・作曲、リード・ボーカル、演奏のいずれもブリュー自身による。「オール・ハー・ラヴ・イズ・マイン」の歌詞は、後にキング・クリムゾン名義のアルバム『ザ・パワー・トゥ・ビリーヴ』（2003年）のタイトル曲に転用された。
Stephen Thomas Erlewineはオールミュージックにおいて5点満点中3点を付け「並ぶ者のないギターの技巧と、至って平凡な曲作りが同じぐらい提示された、エイドリアン・ブリューによる相変わらず風変わりで愉快な作品」と評している。また、CDJournal.comのミニ・レビューでは「かつてのソロ作を思わす愛らしいギター盤」と評されている。

## 収録曲
全曲ともエイドリアン・ブリュー作。
1. オブ・ボウ・アンド・ドラム - "Of Bow and Drum" - 4:34
2. ワード・プレイ・ドラム・ビート - "Word Play Drum Beat" - 1:31
3. シックス・ストリング - "Six String" - 3:30
4. カンヴァーセイション・ピース - "Conversation Piece" - 1:10
5. オール・ハー・ラヴ・イズ・マイン - "All Her Love Is Mine" - 4:28
6. アイ・リメンバー・ハウ・トゥ・フォーゲット - "I Remember How to Forget" - 3:54
7. ホワット・ドゥ・ユー・ノウ（パート1） - "What Do You Know (Part 1)" - 1:00
8. オップ・ゾップ・トゥー・ワー - "Op Zop Too Wah" - 3:42
9. ア・プレイト・オブ・ワーズ - "A Plate of Words" - 0:50
10. タイム・ウェイツ - "Time Waits" - 3:09
11. ホワット・ドゥ・ユー・ノウ（パート2） - "What Do You Know (Part 2)" - 1:11
12. モダーン・マン・ハリケーン・ブルーズ - "Modern Man Hurricane Blues" - 3:42
13. イン・マイ・バックヤード - "In My Backyard" - 0:56
14. ア・プレイト・オブ・ギター - "A Plate of Guitar" - 0:47
15. リヴ・イン・ア・トゥリー - "Live in a Tree" - 1:06
16. サムシング・トゥ・ドゥ - "Something to Do" - 2:40
17. ビューティフル - "Beautiful" - 2:49
18. ハイ・ワイア・ギター - "High Wire Guitars" - 3:43
19. スカイ・ブルー・レッド・バード・グリーン・ハウス - "Sky Blue Red Bird Green House" - 3:03
20. ザ・ルーイン・アフター・ザ・レイン - "The Ruin After the Rain" - 3:51
21. オン - "On" - 4:18